# Bishopton (Québec)
Ne doit pas être confondu avec Bishopton (Écosse).
Bishopton est un village et secteur de la municipalité de Dudswell, dans Le Haut-Saint-François, au Québec (Canada).

## Toponymie
Bishopton doit son nom à John Bishop, l'un des premiers colons à s'établir dans le canton de Dudswell.
Le village porte d'abord le nom de Bishop's Crossing, dénotant le croisement du chemin de fer Québec Central avec une route à proximité.

## Histoire
Entre 1792 et 1800, John Bishop, son père John Senior et quelques-uns de ses futurs concessionnaires, aidés par des guides amérindiens, firent la navette entre Monkton (Vermont) et leurs lots situés près du Dudswell Pond (Lac Miroir) et préparent la venue de leur famille. En 1797, John Bishop Junior est sur son lot et il y a déjà construit sa cabane.
Dudswell se développa peu à peu et, le 6 août 1855, on convoqua la première réunion du conseil. Amos Bishop fut élu le premier maire du Canton de Dudswell. En 1917, c'est au tour de Bishop's Crossing de devenir une municipalité. Le 10 décembre 1932, Bishop's Crossing change son nom pour Bishopton.
Le 11 octobre 1995, les municipalités de Bishopton, Marbleton et le Canton de Dudswell sont regroupées dans la nouvelle municipalité de Dudswell.